# Philippe II (duc de Savoie)
Pour les articles homonymes, voir Philippe II et Philippe de Savoie.
Philippe II, dit Sans Terre, appelé communément Philippe II de Savoie ou encore Philippe de Bresse, né à Chambéry le 5 février 1438, mort à Chambéry le 7 novembre 1497, fut duc de Savoie et d'Aoste, comte de Genève et prince de Piémont de 1496 à 1497. Il était fils de Louis Ier, duc de Savoie et prince de Piémont, et d'Anne de Lusignan.
Certains historiens ont envisagé le fait que Jacques II de Montmayeur aurait pu être le père de Philippe, en raison de sa liaison avec Anne de Lusignan.

## Biographie

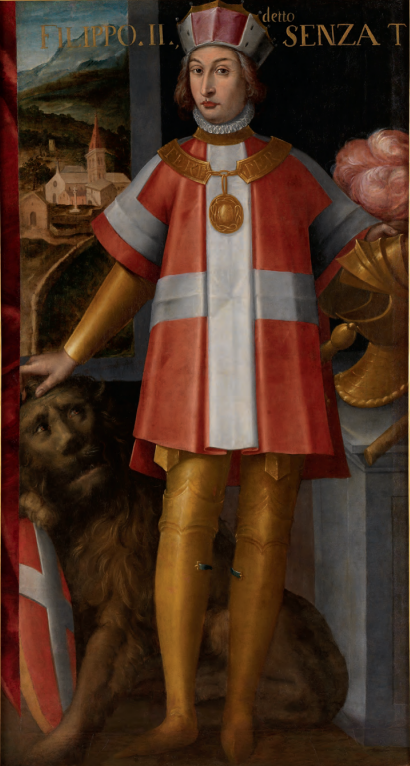
Portrait de Philippe II de Savoie dit le Sans terre (XVe siècle).

Philippe se révolte contre sa mère Anne de Lusignan, car cette dernière avait réussi à prendre le pouvoir et la préséance sur son époux à la cour de Savoie. En fait, ses parents gouvernaient mal la Savoie. Philippe de Bresse prit brutalement parti contre sa mère et ses complices le 9 octobre 1462. Il redoutait notamment qu'elle veuille l'annexion de la Savoie en faveur de Louis XI, son beau-fils. Toutefois, après que son père a visité Lyon pour implorer le secours du roi son gendre, le même mois de l'an 1463 il est vaincu à Vierzon, et Louis XI le retint prisonnier au château de Loches jusqu'en mars 1466.
Libéré, il s'installe dans la ville de Lyon en 1466 pour les services du roi de France. Il est nommé gouverneur de Guyenne avec le Limousin le 21 septembre 1466, mais destitué en 1468, car il avait pris le parti de Charles le Téméraire qui le nomme chevalier de l'ordre de la Toison d'or et lui donne la charge de gouverneur des deux Bourgognes. En conséquence, Louis XI envoie son ambassadeur en diligence au duc de Milan, le 4 juillet 1468. Après quoi il doit s'en aller à Perpignan en 1473 pour Louis XI, à la tête de l'armée royale, alors que Jean II d'Aragon a attaqué cette ville en janvier. Toutefois, il ne réussit pas à la lui reprendre. Le 14 février 1485, il devient le 26e gouverneur du Dauphiné, charge qu'il conserve jusqu'en 1491. Le 27 juillet 1486, il devient lieutenant-général en Lyonnais, charge qu'il conserve aussi jusqu'en 1491 et qui comprend le gouvernorat de la ville, mais il ne s'occupera que peu de la ville, lui préférant les affaires de son duché de Savoie.
Il favorise l'expédition de Charles VIII en Italie en ouvrant le passage des Alpes et en négociant avec les États italiens. Il est l'un des principaux opposants aux ducs de Savoie et aux régentes. Il finit par devenir duc à la mort de son petit-neveu Charles-Jean-Amédée de Savoie en 1496.

### Mort et sépulture
Il meurt dix-huit mois plus tard.
Son corps est inhumé à l'abbaye d'Hautecombe et son cœur en l'église Saint-Pierre de Lémenc à Chambéry.
Son fils, Philibert II lui succède.

## Famille
Philippe épouse à Moulins, le 6 avril 1472, Marguerite de Bourbon (1438 † 1483), fille de Charles Ier, duc de Bourbon, et d'Agnès de Bourgogne. Ils ont :
- Louise (1476 † 1531), ∞ (1488) Charles d'Orléans, comte d'Angoulême (1459-1496) . De cette union est issu le roi de France François Ier.
- Jérôme (1478 † 1478).
- Philibert II dit le Beau (1480 † 1504), duc de Savoie. ∞  (1496) Yolande-Louise de Savoie (1487-1499) puis en 1501 à Marguerite d'Autriche (1480-1530).

Veuf en 1483, il se remarie à Moulins le 11 novembre 1485 avec Claudine de Brosse (1450 † 1513), fille de Jean II de Brosse, comte de Penthièvre, et de Nicole de Châtillon. Sont issus de ce mariage :
- Charles III (Charles II le Bon) (1486 † 1553), duc de Savoie. ∞ (1521) Béatrice de Portugal (1504-1538).
- Louis (1488-1502), prévôt de l'hospice du Grand-Saint-Bernard.
- Philippe de Savoie-Nemours (1490 † 1533), abbé de Saint-Juste à Suze et de Saint-Pierre de Rivalta, puis évêque de Genève (1495–1509), comte de Genève (1514-1533), baron de Faucigny (1514-1533), duc de Nemours (1528-1533).
- Assolone (1494-1494).
- Jean-Amédée (1495-1495).
- Philiberte (1498 † 1524). ∞ (1515) Julien de Médicis (1479-1516).

On connaît de Philippe II plusieurs maîtresses dont il a six enfants illégitimes connus.
- Libéra Portoneri dont naît :
  - René (1473 † 1525), dit le « Grand Bâtard de Savoie », légitimé en 1496, puis 1499, comte de Villars-en-Bresse (1497-1525) et de Tende (1501-1525), gouverneur de Nice et de Provence. Chef de lignée des Savoie-Villars (dite aussi Savoie-Tende), ;
  - Antoinette († 1500). Mariée en 1486 à Jean II Grimaldi (1468-1505), seigneur de Monaco ;
  - Pierre; aurait pu être un évêque de Genève mais certaines sources le confondent avec Pierre III de savoie.

- Bonne de Romagne, dont :
  - Michel († 1522). Prieur commendataire de Romainmôtier et évêque de Sisteron ;
  - Claudine († 1528). Mariée à Jacques III († 1531), comte de Horn ;
  - Marguerite, mariée à Ferréol, comte Costa di Chieri ;
  - Jeanne.